# Giacomo Agostini
Giacomo Agostini (Brescia, 1942. június 16. –), becenevén Ago vagy Mino olasz motorversenyző, a MotoGP történetének legsikeresebb pilótája, tizenötszörös világbajnok, melyből 7-et 350, 8-at pedig 500 cm³-es kategóriában nyert.
A sorozatban az 1963-as szezon során mutatkozott be, a ma már nem létező 250 köbcentiméteres kategóriában, egy Moto Morini nyergében. Ekkor még csak egy versenyen, a hazájában megrendezett nemzetek nagydíján indult. Egy évvel később még mindig nem indult a teljes szezonban, ekkor azonban már elindult hazáján kívül Németországban is.
Első teljes szezonja az 1965-ös volt. Ebben az évben már a 350 és az 500 köbcentisek között versenyzett, ezt a szokását egészen pályafutása végéig meg is tartotta. Csapata ekkor már az MV Agusta, a korszak legendás márkája volt, és ebben az évben rögtön meg is szerezte első győzelmét mindkét kategóriában. A 350-esek között Németországban, Finnországban és a nemzetek nagydíján tudott győzni, míg a királykategóriában szintén megnyerte a finn versenyt. Ebben az évben mindkét kategóriában a világbajnokság második helyén végzett, Jim Redman, illetve Mike Hailwood mögött. 1966-ban és 1967-ben a két kategória közül egyben már világbajnok tudott lenni, mindkétszer az 500-asok között.
Az 1968-as évadtól kezdődött Agostini egyeduralma. Innentől kezdve 1975-ig három kivételével az összes lehetséges világbajnoki címet begyűjtötte a 350-es és az 500 köbcentiméteres géposztályokban. A három kivétel az 1973-as és az 1974-es, valamint az 1975-ös szezon volt – előbbi két évben az 500 köbcentisek között taszították le a trónról, míg 1975-ben a 350-esek vb-címét nem sikerült már bezsebelnie. 1975 volt egyébként utolsó olyan éve, amelyben legalább egy világbajnoki címet szerzett. Utolsó futamgyőzelmeit 1976-ban szerezte (egy-egy siker a 350-esek és az 500-asok között), utolsó évében pedig már csak néhány dobogós helyezést sikerült összegyűjtenie.
A MotoGP történetének legsikeresebb pilótája, mind a futamgyőzelmeket, mind a világbajnoki címeket tekintve. 122 nagydíjgyőzelme még mindig tízzel több, mint a még ma is aktív Valentino Rossi 112 sikere, tizenöt világbajnoki címét pedig csak a kisebb kategóriákban sikeres Ángel Nieto tudta megközelíteni, ő tizenhármat szerzett az 50 és a 125 köbcentiméteres kategóriákban.
Motoroskarrierje befejezése után rövid időre belekóstolt az autóversenyzésbe, néhány évig a Williams tesztpilótája volt. Ezalatt az idő alatt 1978-ban elindult néhány F1-es versenyen, igaz, ezek nem számítottak be a világbajnokság végkimenetelébe, valamint 1979-ben elindult a brit Formula–1-es bajnokságban is, privát versenyzőként, de a Williams támogatásával.
Csapatvezetőként később még visszatért a motorsportba.

## Pályafutása

### A kezdetek
Giacomo Agostini egy loverei család négy gyermeke közül a legidősebb. Édesapja, Aurelio az utolsó városi hírmondók egyike volt (a tisztség 2000 óta nem szerepel semmilyen olasz rendelkezésben, törvényben vagy más dokumentumban), míg édesanyja, Maria Vittoria háztartásbeli. A szülés nehéz volt az édesanyja számára, aki kis híján belehalt a kis Giacomo világrahozatalába. Mivel abban az időszakban kórházban megszületni kivételes esemény volt, a sajtó, és néhány életrajzi könyv is hibásan loverei születésűként tüntette fel Agostinit, annak ellenére, hogy egy bresciai kórházban született.
Már gyerekkorában vonzotta őt a motorversenyzés világa, ám eleinte csak minimális, helyi szervezésű motokrossz-versenyen indulhatott ugyanis édesapja ellenezte ezt a bizonytalan, és sok esetben semmilyen sikerrel nem kecsegtető hivatást. Először kilencévesen indult ilyen versenyeken, majd a biztonságos versenypálya után „kölcsönvette” apja Gallettóját, és tett néhány kilométert a környező településeken. Bár apja motorjával elesett (nem vette számításba azt, hogy megállásnál nem ér le a lába, amivel meg tudna támaszkodni), de a krosszpályákon szinte minden egyes esetben legyőzte a hozzá hasonló korú, általában helyi fiúkat. Egy alkalommal még egy saját motort is nyert magának, azonban a helyi szintnél a kora miatt még néhány évig nem tudott feljebb lépni, nem indulhatott regionális és országos versenyeken.
Tizennyolc évesen a fiatal Agostini már semmilyen áron nem akart lemondani arról, hogy motorversenyző legyen, azonban még mindig komoly ellenállásba ütközött apja részéről. A rá nehezedő nyomást az apa úgy próbálta megoldani, hogy megkérdezte a családtagokat, szerintük belevágjon-e a fiatal Giacomo a motorversenyzésbe. Az anekdoták szerint az egész mindössze annyin múlt, hogy amikor az egyik rokontól megkérdezték, motorozzon-e Giacomo, a nem tökéletes hallású rokon motorkerékpár helyett csak egyszerűen kerékpárt hallott a kérdésben, erre pedig sokkal könnyebben adta áldását. Ezt követően kaphatta meg álmai motorját, a kortársai között akkor oly népszerű Morini 175 Settebellót.
Eredetileg más motort nézett ki magának, azonban a MotoBi 175-höz ekkor csak rendelésre tudott volna hozzájutni. Meg is rendelte a motort, azonban több hónap telt el úgy, hogy bármiféle információt kapott volna a jármű felől. Ezután változtatott elképzelésén, és szánta rá magát a Settebello megvételére, azonban mivel apja csak engedélyt adott a motorvásárlásra, pénzt nem, csak harminchavi részletre sikerült kifizetni a motor félmillió lírás árát. A 175 köbcentiméteres hengerűrtartalom az olasz bajnokságban akkoriban a legnagyobb kategória volt, amiben el lehetett indulni, ezért esett egy ilyen motorra Agostini választása.

### Bemutatkozás privát versenyzőként
Első hivatalos versenye a Trento-Bondone hegyiverseny volt 1961 nyarán, ahol másodikként ért célba az akkori olasz bajnok, a kortársai által legyőzhetetlennek hitt Attilio Damiani mögött. Ezt további jó eredmények követték, továbbá előfordult az is, hogy elesett, azonban ezek a bukások nem okoztak nagy károkat a motorjában.
1962 telén, amikor a Temporada Romagnola nevű versenysorozat keretein belül egy cesenaticói versenyen vett részt, az időmérő után (ahol a legjobb időt érte el), ismeretlenek a parc fermé-szabály ellenére tönkretették motorja több részét, így úgy nézett ki, hogy nem tud majd elindulni a versenyen. A Moto Morini sportigazgatója, Dante Lambertini szimpatizált Agostinivel, és nemtetszését fejezte ki a sportszerűtlenség miatt, azonban elsőre csak néhány körre adott neki kölcsön motort, amit a gyár egyébként csak tesztelésre használt. Miután Agostini elsőre alig futott rosszabb időt előző napi leggyorsabbjához képest, másodikra pedig egyenesen pályacsúcsot döntött, a Moto Morininél úgy döntöttek, elindulhat a gépükkel a versenyen. A futam elején nagy előnye volt, azonban később egy esés következtében a boxba kellett hajtania javításra, emiatt végül csak harmadikként ért célba.
1982. május hetedikén Agostini a Bologna-San Luca versenyen vett részt, amit rekordidővel végül meg is nyert. A nézők között ott volt a Moto Morini igazgatója, Alfonso Morini is, aki látva Agostini teljesítményét, valamint azt, hogy milyen motorral tette meg ezt a többi indulóhoz képest, azonnal szerződést ajánlott neki a Moto Morini versenyistállójánál. Agostini a váratlan ajánlatot azon nyomban elfogadta, bár formálisan kellett még apja engedélye is, lévén még kiskorú volt.

### Moto Morini
Miután meggyőzte a motorozással kapcsolatban egyre komolyabb aggályokkal élő apját, aláírhatta élete első szerződését, ezt követően pedig a karrierje kezdett egyre profibb jelleget felvenni. A birtokában lévő Settebello Aste Cortét a Moto Morini versenyrészlege készítette el és fel számára. Ezt követően az egyetlen kérdés az maradt, hogy a Settebellóval milyen versenyeken induljon. A hegyi futamokon, ahol sokkal inkább számítanak a pilóta képességei, kiváló eredményeket ért el, azonban egyre komolyabban számításba vette azt is, hogy zártpályás versenyeken induljon. 1962-ben még nem tudott dönteni, ezért elindult a hegyibajnokságban és a pályaversenyek junior kategóriájában. Miután mindkettőt megnyerte, de nem indult az összes futamon, 1963-ra úgy döntött, hogy minden versenyen részt vesz.
Amikor az istálló élversenyzője, Tarquinio Provini a Benellihez távozott, a Moto Morini úgy döntött, hogy Agostini kerül Provini pozíciójába, vagyis ő lett az istálló első számú pilótája. Agostini innentől már a felnőtt olasz bajnokságban indult, amit meg is nyert, valamint részt vett első versenyein a világbajnokságon is. A hazájában megrendezett nemzetek nagydíját első nekifutásra műszaki hiba miatt feladni kényszerült. Egy évvel később már a hazai futam mellett elindult Nyugat-Németországban is. Ez a két futam már jobban sikerült az előző évi bemutatkozásához képest, ugyanis mindkét helyszínen negyedikként intették le.
Az első nemzetközi verseny, amit Agostini megnyert, a korszakban nagy presztízzsel bíró Shell-aranykupa volt 1964. április 19-én. Az Imolában megrendezett futamon legnagyobb ellenfele korábbi Morinis csapattársa, Provini volt, akit végül le tudott győzni. Köridejei és összideje éppencsak elmaradtak a 350 köbcentiméteres motorral versenyző Jim Redmanétől.
Agostini jó teljesítményére több nagyobb csapat felfigyelt, és mivel a Moto Morini költségvetése nem tette lehetővé, hogy teljes szezonban részt vegyenek a vb-n, ajánlatuk nem jelentett konkurenciát a többi csapatéval szemben.

### MV Agusta

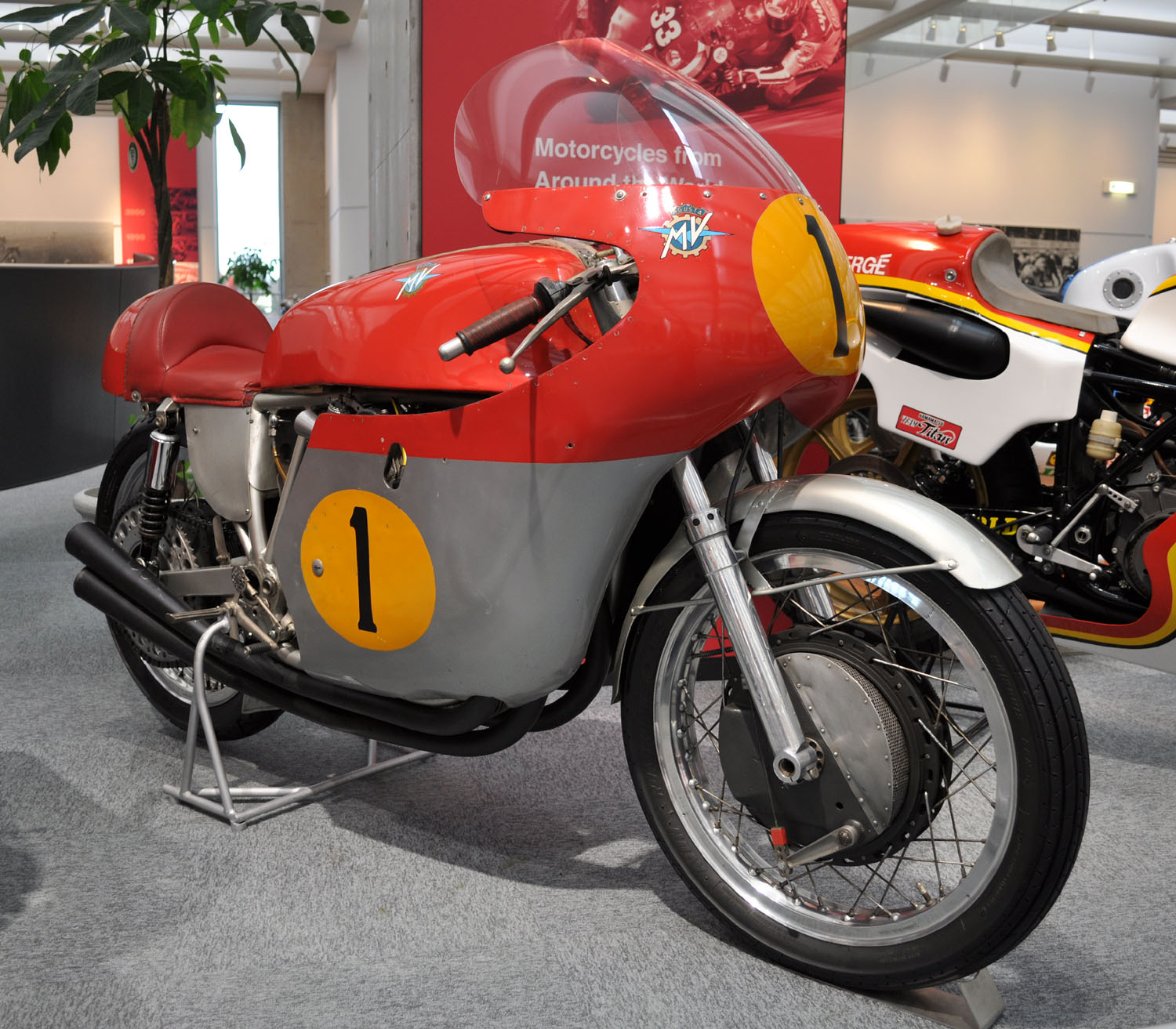
Mike Hailwood 1965-ös, négyhengeres MV Agustája, hasonló ahhoz, amelyet Agostini is használt

Bár szoros kapcsolatban állt a Moto Morinivel, a már akkoriban legendás honfitárs, az alsóbb osztályokban sikeres Carlo Ubbiali hathatós közreműködésének köszönhetően az MV Agustához került, miután jó benyomást tett az istálló első emberére, Domenico Agustára. Elsődleges feladata a gyár háromhengeres motorjának tesztelése volt, de második számú versenyzőként elindult a világbajnokság 1965-ös szezonjában is.
Az 1965-ös év már majdnem komoly sikerekkel zárult számára, ugyanis mindkét géposztályban, amelyben elindult, a 350-esek és az 500-asok között is másodikként zárt, előbbiben a hondás Jim Redman, utóbbiban a márkatárs Mike Hailwood mögött. A 350-esek között egészen a szezonzáró japán nagydíjig esélye volt a világbajnoki címre, végül egy műszaki hiba, és az ebből következő kiesés miatt ekkor még be kellett érnie a második hellyel. A műszaki hiba miatt elbukott vb-cím idején alakult ki Agostiniről az a (részben csak legendákon alapuló) kép, hogy mániákusan figyel a műszaki részletekre verseny előtt, akár többször is leellenőrizve motorját rajt előtt.

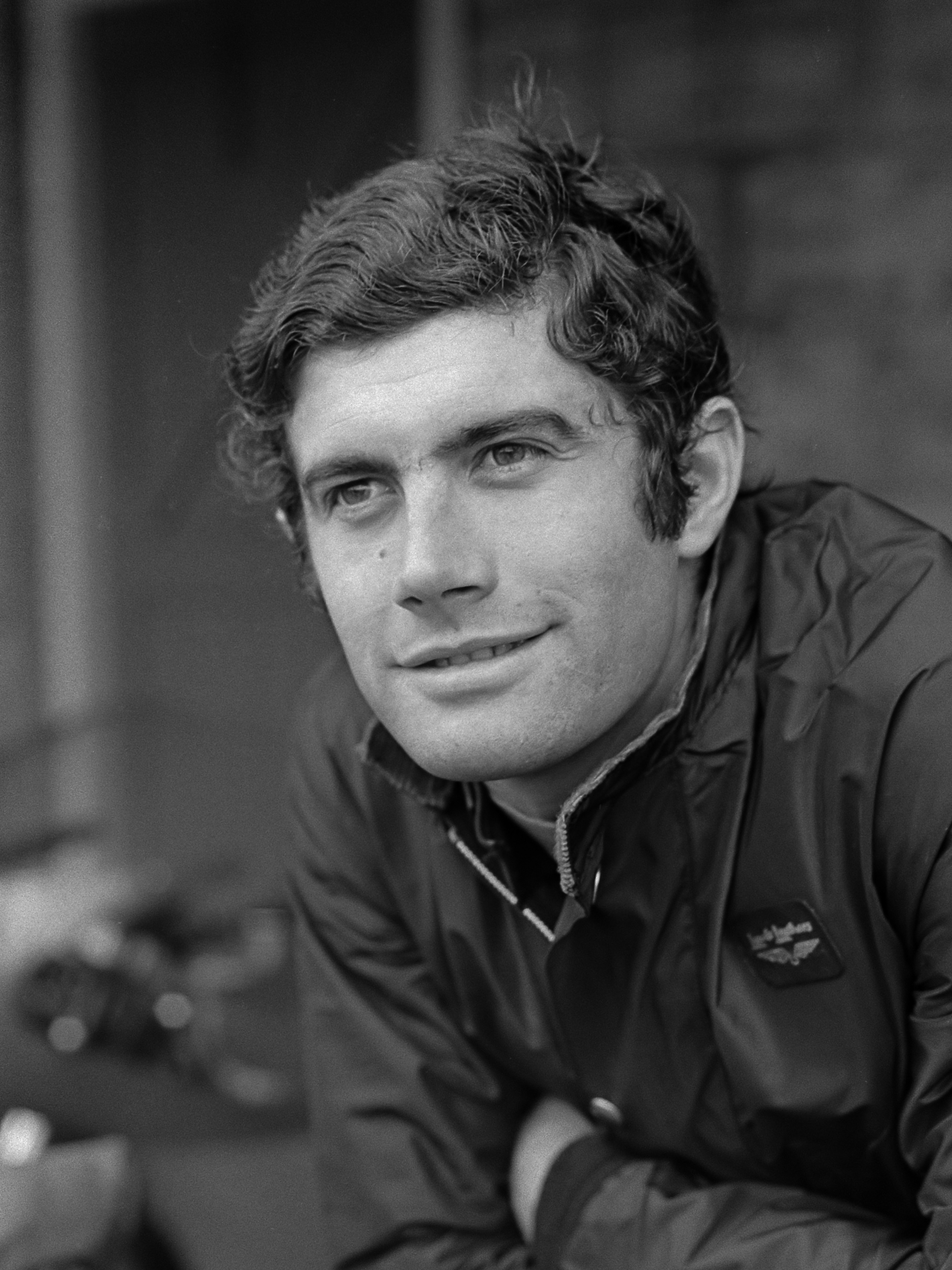
Agostini az 1968-as holland TT-n

A szezon végén Hailwood elhagyta az Agustát, és a Hondához szerződött, 1966-tól kezdve pedig a két legnagyobb kategória kettejük hatalmas csatáiról szólt. Ebben az évben testvériesen elosztották a két nagy géposztály világbajnoki címeit, Agostini nyert az 500-asok között Hailwood előtt, míg Hailwood nyert a 350-esek között Agostini előtt. Ez az év volt egyébként az első, amikor Agostini világbajnoki címet tudott szerezni. A szezonzáró nemzetek nagydíja érdekesen alakult kettejük között. Hailwood, behozhatatlan előnyének tudatában úgy döntött, hogy nem indul a 350-es versenyen, hogy csak az 500-asok futamára koncentrálhasson. Agostini taktikája ehhez képest pont ellentétes volt, ugyanis annak ellenére elindult a 350-esek között, hogy semmi esélye nem volt a világbajnoki címre, és végül óriási előnnyel nyerni is tudott Renzo Pasolini előtt. A királykategóriában rosszul rajtolt, azonban sikerült körről körre egyre feljebb zárkóznia, és a verseny vége felé meg is tudta előzni Hailwoodot, és megszerezte pályafutása első világbajnoki címét.
A párharc hamar komoly hírnévre tett szert, és csordultig megtöltötte a lelátókat a következő évben. Ez az év is hasonlóan kiélezetten alakult, mint az 1966-os, és egészen az utolsó versenyig nyílt volt a világbajnoki címek kérdése, végül a számokat tekintve minden ugyanúgy alakult, mint egy évvel korábban: Agostini megnyerte az 500-as világbajnokságot, és második lett a 350-esek között, míg Hailwood második lett a királykategóriában, de megnyerte a 350-es géposztály küzdelmeit.
1967 végén a Honda úgy döntött, hogy „ideiglenesen” kiszáll a világbajnokság küzdelmeiből (az „ideiglenes” szünet végül egészen tizenkét év lett, ugyanis legközelebb 1979-ben indultak ismét), így Hailwood is elkezdett más sorozatok felé kacsingatni. Bár több istállótól is mesés ajánlatot kapott, inkább úgy döntött, hogy a korábbi Formula–1-es kalandot folytatja, a motorosok között pedig innentől kezdve csak beugró szerepeket vállalt.
Ezzel tehát az Agusta és Agostini komoly ellenfél nélkül maradt. Ez egy elképesztő sorozat kezdetét jelentette, ugyanis Agostini és az Agusta 1968 és 1972 tíz egyéni és tíz konstruktőri címet szerzett, és ezalatt a versenyek közel kilencven százalékát meg is nyerte.

### Összetűzések az Agustával
Az MV Agustát kimondottan zavarta Agostini hihetetlen népszerűsége, ezért megpróbálták megnyirbálni, amennyire csak lehetett. Ennek megfelelően az 1970-es szezon végén egy rendkívül tehetséges, szárnyait bontogató, de már komoly eredményeket felmutató fiatal pilótát, Angelo Bergamontit szerződtették mellé csapattársnak, akire rábízták az Agusta 350-es, hathengeres motorjának fejlesztését is, amire Agostini nem volt hajlandó, annyira rossznak tartotta a konstrukciót. A világbajnokság előtt, a Temporada Romagnola riccionei versenyén Bergamonti életét vesztette, így Agostininek ebben az évben sem akadt komoly ellenfele, és ismét két világbajnoki címet szerzett, utolérve ezzel az örökranglistán Hailwoodot és Ubbialit.

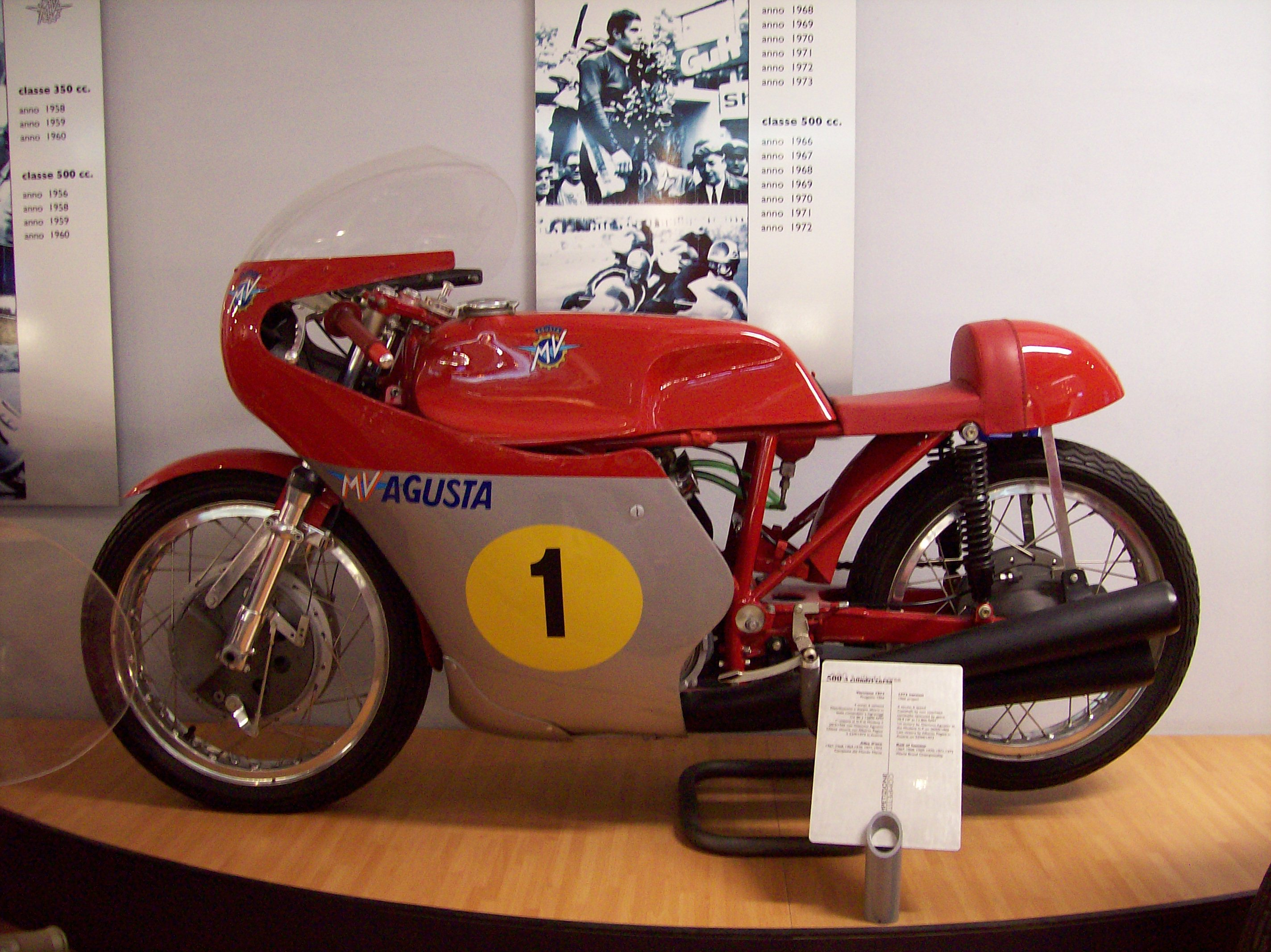
Agostini 1972-es, háromhengeres MV Agustája

1972-ben új csapattársat kapott Alberto Pagani személyében, aki azonban nem jelentett komoly fenyegetést a sikerek felé vezető úton. Ugyancsak ebben az évben történt az Isle of Man TT-n jó barátja, Gilberto Parlotti halála. Ezt követően több pilótával egyetértésben a biztonság szószólója lett, és élesen kritizálta a szövetséget, valamint a sziget pályáját, mondván túl veszélyes az egyre komolyabb teljesítményre képes motorok és versenyzőik számára. Agostini elmondta, hogy a biztonsággal kapcsolatos ellenérzései miatt valószínűleg nem indul több Man TT-n.
A szövetség, az MV Agusta valamint a sportsajtó hasonlóan kemény stílusban ment neki Agostininek, amiért kritizálta a versenynaptár legnépszerűbb, legtöbb néző által követett versenyét, de Agostini nem ment bele a szócsatába és a médián keresztül történő üzengetésbe. A vita során a többség, legalábbis a pilóták részéről, Agostini mellé állt, és a példáján felbuzdulva egyre többen döntöttek úgy, hogy nem indulnak a gyakorlatilag minden évben halálos áldozatot követelő futamon. A Man TT végül az 1977-es szezontól kezdve nem is kapott többé helyet a világbajnokság versenynaptárában.
Az MV Agusta és Agostini között 1973-ra még inkább elmérgesedett a viszony, olyannyira, hogy ebben az idényben az egyébként szintén többszörös világbajnok Phil Read kapta meg Agostini győztes versenygépét, míg Agostini csak egy kísérleti motorra ülhetett fel ebben az évben. Ekkoriban merültek fel először olyan pletykák, hogy Agostini elhagyja az Agustát, és a Benellihez távozik, miután tesztelt a gyárnak, és meg volt elégedve mind a 350-es, mind az 500-as motorjukkal. A spekulációk egy hetvenmillió lírás fizetésről szóltak, azonban ezeket a pletykákat végül mindkét fél cáfolta.
Az 1973-as szezon végül (amelyet a világbajnokság „fekete évének” is szokás nevezni, ugyanis Renzo Pasolini és Jarno Saarinen is életét vesztette az idény során) Agostini számára katasztrofálisan sikerült, ugyanis a kísérleti motorral a tizenegy alkalomból mindössze négyszer látta meg a kockás zászlót, a többi versenyen kiesett, mindannyiszor műszaki hiba miatt. A négy futamból hiába nyert meg hármat, és lett egyszer második, ez csak a bajnokság harmadik helyére volt elegendő Read és Kim Newcombe mögött.

### Yamaha
Mivel megromlott a kapcsolata az Agustával, úgy döntött, meghallgat máshonnan érkező ajánlatokat is. Hiába szerette volna a soraiban tudni őt a Suzuki és a Kawasaki is, végül a Yamahát választotta, amelynek egyébként 1971-ben már visszautasította egy ajánlatát, ám azóta sokat lazult a kötelék közte és az MV Agusta között.
1973. december 4-én Agostini összehívta élete első sajtótájékoztatóját, a Yamaha sportigazgatójával, Rod Goulddal. Az eseményen óriási tömeg gyűlt össze olasz és külföldi újságírókból, akik egy nagy bejelentést hallhattak az olasz pilótától: felbontja szerződését az MV Agustával, és a Yamahához szerződik. Bár Agostini szerette volna magával vinni a szerelőit is a Yamahához, végül egyikőjük sem tartott vele a japán istállóhoz. A szerződés a pilóta és a csapat között két évre szólt, és az olasz lapok évi 150 millió lírának megfelelő fizetést valószínűsítettek. A valóságban ez a duplája, 300 millió volt, amely akkor 200 ezer japán jennek felelt meg. A szerződés értelmében 1973 telét és a következő év tavaszát Japánban töltötte, hogy a Yamaha YZR500 OW20 fejlesztésében vegyen részt.
Agostini és az MV Agusta szakítása komoly visszhangot váltott ki az olasz sajtóban. A bulvárra és a nem sportra specializálódott lapok árulóként aposztrofálták a pilótát, míg a sportmédiumok a döntés észszerűségét kérdőjelezték meg, és nem fűztek túl sok reményt ahhoz, hogy Agostini komoly eredményt érjen el a japánokkal.

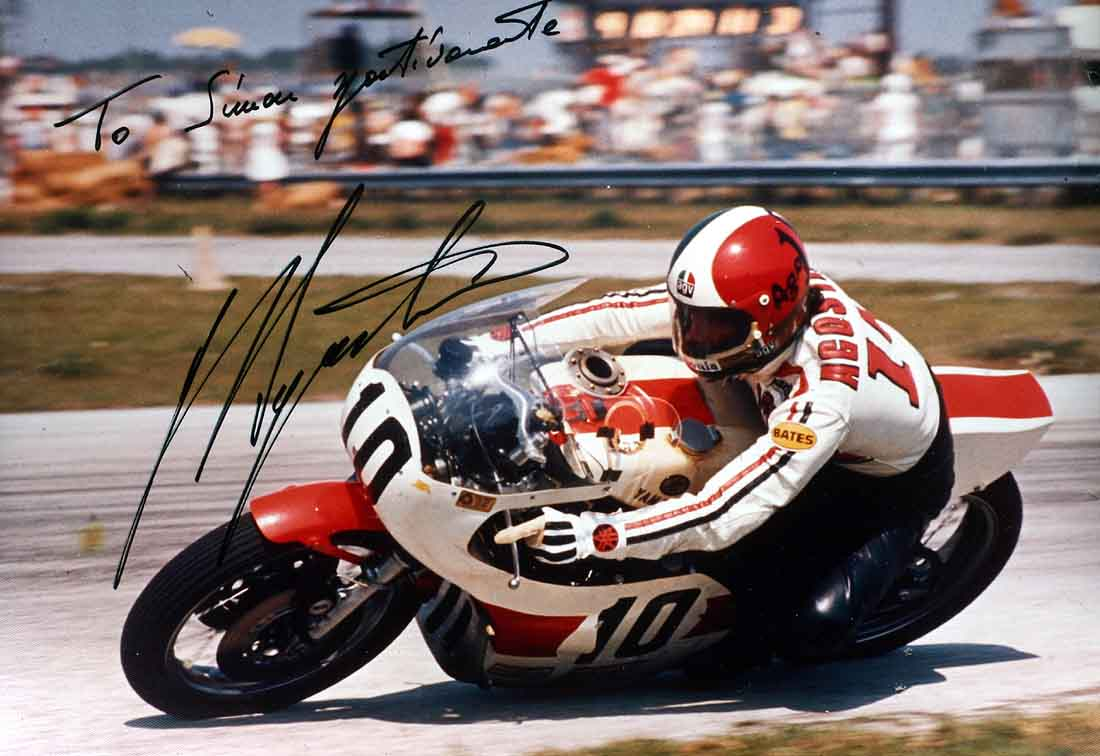
Agostini az 1975-ös daytonai 200 mérföldes versenyen

Agostini yamahás bemutatkozására az Egyesült Államokban, a daytonai 200 mérföldes versenyen került sor – a korszak másik nagy egyénisége, Kenny Roberts hazai pályáján. A Yamaha nem titkolt célja az volt, hogy növelje eladásait az amerikai piacon, azonban Agostini kimondottan ellenséges fogadtatásban részesült. Különböző sajtóorgánumokban emlegették őt az „Ago-Dago” gúnynéven, amelynek második fele, a Dago egy rendkívül pejoratív jelző volt az amerikai angolban az olasz, vagy olasz származású emberekre. Maga Roberts sem tartotta komoly ellenfélnek Agostinit, ugyanis egy interjúban azt mondta: "Nem ismeri sem a pályát, sem az új motorját. Megeszem reggelire."
Agostini nem vette fel a kesztyűt a provokációkra, a felkészülési héten inkább tüzetesen tanulmányozta a számára ismeretlen pályát. Az évszakban Daytonában megszokott rendkívüli meleghez úgy szoktatta magát, hogy a legnagyobb, déli melegben egy órát futott a tűzálló bőroverálljában.
A versenyen Agostini rögtön komoly tempót vett fel, amit mind az 52 körben fenn tudott tartani, és egyik vetélytársa sem tudott igazán megközelíteni, legfeljebb rövid távon, ennek viszont az lett a következménye, hogy sokkal többször kellett kimenniük a boxba kerékcserére és tankolásra, komoly időveszteség árán. Agostini végül nagy előnnyel nyert márkatársa, Roberts előtt, akit a verseny után ismét megkérdeztek Agostiniről: „Nem vagyok benne biztos, hogy Agostini emberi lény lenne.”
Amikor Agostini visszatért Európába, a következő verseny, amin elindult, az imolai 200 mérföldes verseny volt, amelyet szintén megnyert, tehát úgy nézett ki, kiváló formában van. Ennek ellenére végül nem teljesen úgy alakult az 1974-es szezon, ahogy azt eltervezte. A nemzetek nagydíján, Imolában hatalmas előnnyel vezetett Phil Read előtt, azonban az utolsó körben érte utol a műszaki hiba, ezért kénytelen volt kiállni. A svéd nagydíjon egy igen ritka pillanatnak lehettek a nézők szemtanúi, ugyanis Agostini pályafutása során igen ritkán bukott, ekkor mégis ez történt, ráadásul meg is sérült a bukás során. A királykategóriában emiatt csak negyedikként zárt év végén, és csak a 350 köbcentisek világbajnoki címével vigasztalódhatott.
Egy évvel később fordított volt a helyzet, 1975-ben a kisebb kategóriában adódtak nehézségei, és lett csak második, viszont megnyerte az 500-as világbajnoki címet, pályafutása során utoljára.

### Az utolsó szezonok
1976 egy zaklatott szezon volt Agostini szempontjából. A Yamahával nem tudott egyezségre jutni, ugyanis a japán gyár inkább az amerikai versenyekre kívánt koncentrálni, csökkentve a világbajnokságba befektetett összegeket. Emiatt Agostininek ismét csapatot kellett váltania, azonban nem tudta, hogy a Suzuki ajánlatát fogadja inkább el, vagy visszatérjen legnagyobb sikerei helyszínére, az MV Agustához.
Végül utóbbi mellett döntött, azonban ez egy katasztrofális választás volt, ugyanis az Agusta eközben úgy döntött, kivonul a világbajnokságról. A búcsúszezont Agostini visszacsábításával szerették volna széppé tenni, azonban a források befagyasztása miatt jókora technikai lemaradásban lévő motorral a legtöbb pályán eleve komoly hendikeppel indult. Az évad során mindössze egy-egy győzelmet tudott összeszedni. A 350-esek között, bár az Agusta gyorsaságban fel tudta venni a versenyt a többi gyártó gépeivel, az elektronika már nem volt ilyen jó állapotban, ezért Agostini többször is kiállni kényszerült műszaki hiba miatt, mindössze Assenben tudott felállni a dobogó legfelső fokára.
Ugyancsak egy győzelem jött neki össze az 500-asok között. Ebben a géposztályban a német nagydíjon végzett az élen, ezen kívül csak két pontszerzés sikerült neki, valamint két alkalommal indulhatott az első rajtkockából. Itt sikerült számára jobb helyen végezni a szezon végén, ugyanis míg itt ötödik lett, addig a 350-esek között mindössze tizenötödikként zárt, ahol az egyetlen futamgyőzelmén kívül mindössze kieséseket tudott felmutatni.
1977 már csak kisebb sikereket tartogatott Agostininek. Ekkor már nem tudott futamot nyerni, mindössze egy, illetve két alkalommal tudott egyáltalán dobogóra állni a 350-esek, valamint az 500-asok között. Ebben az idényben szerezte utolsó, tizennyolcadik olasz bajnoki címét, valamint utolsó futamgyőzelmét, a Formula–750 kategória nürburgringi versenyén.

### Autóversenyzés
Az autóversenyzéssel először az 1966-os és az 1967-es idények közötti holtszezonban került kapcsolatba, amikor Enzo Ferrari, a Scuderia Ferrari első embere három fiatal versenyzőt hívott meg a modenai pályára. Agostini mellett a másik két tesztelő versenyző Andrea De Adamich és Ignazio Giunti voltak, és mindhárman egy Ferrari Dino 206 S-t vezethettek. Hármójuk közül Agostini érte el a legjobb időket, ezért Ferrari felajánlotta neki, hogy versenyezzen a csapatában. Ferrari feltétele az lett volna, hogy Agostini teljesen hagyjon fel a motorversenyzéssel. Erre a felvetésre Agostini gondolkodási időt kért, ám végül nem fogadta el Ferrari ajánlatát. Érdekes volt a korabeli sajtó hozzáállása a témához, amely teljesen biztosra vette, hogy Agostini Ferrari csapatában fog versenyezni.
Miután befejezte motoroskarrierjét, Agostini ismét a négykerekűek világa felé fordult. A rendkívül sikeres motoros évek után az autóversenyzés egyfajta átmenetet biztosított a későbbi civil élet felé, valamint kapott még egy lehetőséget, hogy kihasználhassa hihetetlen népszerűségét. Agostinihez hasonlóan gondolkoztak a nézők és a szponzorok is, ugyanis a motorversenyekről szinte bármiféle előzmény nélkül eltűnt az MV Augusta, valamint számos egyéb európai motorgyártó is.
Mivel visszavonulásakor már harminchat éves volt, az autósportban már nem számíthatott hasonló szintű karrierre, mint két keréken. Utolsó motoros szezonjaihoz hasonlóan az autósportban is a Marlboro szponzorálta őt, cserébe ő pedig reklámarcként dolgozott a dohánygyárnak. A Marlboro segítségével Agostini 1978-ban részt vett a Formula–2-es bajnokságban. 1979-ben már a Formula 1 Aurora tagja volt, azonban az 1980-as évad közepén visszavonult minden aktív sporttevékenységtől.
Az F2-ben töltött időszak alatt egyidejűleg a Williams tesztpilótájaként is tevékenykedett.

### Sportigazgatóként
1981-ben egy évre mindenféle sporttevékenységtől visszavonult. Ebben az idényben több szponzor próbálta rávenni arra, hogy csapatvezetőként térjen vissza a világbajnokság vérkeringésébe, a Team Marlboro-Yamaha csapatvezetőjeként.
Agostini végül csapatmenedzserként is kamatoztatni tudta hihetetlen tapasztalatát, és itt is előjöttek legfőbb tulajdonságai, a jó szervezői és taktikai készség, valamint a szinte már mániákus figyelés az apró részletekre. A Yamahánál töltött tizenegy éve alatt az istálló hat világbajnoki címet szerzett, három konstruktőrit (1986, 1987, 1988), valamint Eddie Lawson révén három egyénit is (1984, 1986, 1988).
1992-ben a Cagivához szerződött, ahol egészen a gyár kivonulásáig maradt. Utolsó szezonja az 1995-ös volt, Doriano Romboni főnökeként.

## A versenypályán kívül
Óriási népszerűségének és fotogén megjelenésének köszönhetően hamar komoly népszerűségre tett szert a versenypályáktól távol eső területeken is. Már a hatvanas évektől kezdve állandó szereplője volt az újságok pletykarovatainak, főleg ismert olasz nőkkel folytatott viszonyai miatt.
Részt vett számos reklám-, valamint filmforgatáson is, négy filmje, amikben szerepelt, a következők:
- Continental Circus (1969, Jérôme Laperrousaz)
- Amore Formula 2 (1970, Mario Amendola)
- Bolidi sull'asfalto a tutta birra! (1970, Bruno Corbucci)
- Formula 1 – Nell'Inferno del Grand Prix (1970, Guido Malatesta)

## Kitüntetések
- Az Olasz Köztársaság érdemrendje (Róma, 2003. május 29.)[10]
- Az Olasz Olimpiai Bizottság aranyérme kiemelkedő sportteljesítményéért (1966)[11]

## Rekordok
A világbajnokság történetének legsikeresebb pilótája. Tizenöt világbajnoki címét csak a kisebb kategóriákban sikeres Ángel Nieto tudta a leginkább megközelíteni tizenhárom elsőséggel, míg 122 futamgyőzelme tízzel több a jelenleg is aktív Valentino Rossi győzelmeinél. Az 500 köbcentiméteres géposztályban nyolc világbajnoki címet szerzett, és összesen hatvannyolc futamot nyert meg, míg ugyanez a mutató a 350-esek között hét vb-elsőség, valamint ötvennégy győzelem.
A világbajnokságon kívüli statisztikáiból érdemes megemlíteni, hogy Agostini tizennyolcszoros olasz bajnok (egy junior, egy hegyi és tizenhat gyorsasági bajnoki cím), hivatalos versenyeken pedig összesen 311 futamgyőzelmet aratott.

## Eredmények
A pontrendszer a következőképpen alakult:
1964-től 1968-ig:
| Pozíció | 1 | 2 | 3 | 4 | 5 | 6 |
| Pont    | 8 | 6 | 4 | 3 | 2 | 1 |

1969-től kezdődően:
| Pozíció | 1  | 2  | 3  | 4 | 5 | 6 | 7 | 8 | 9 | 10 |
| Pont    | 15 | 12 | 10 | 8 | 6 | 5 | 4 | 3 | 2 | 1  |

| Év   | Kategória | Motor       | 1       | 2       | 3       | 4       | 5       | 6       | 7       | 8       | 9       | 10      | 11      | 12     | 13    | Pont | Helyezés |
| ---- | --------- | ----------- | ------- | ------- | ------- | ------- | ------- | ------- | ------- | ------- | ------- | ------- | ------- | ------ | ----- | ---- | -------- |
| 1963 | 250 cm³   | Moto Morini | ESP     | GER     |         | IOM     | NED     | BEL     | ULS     | DDR     |         | NAT Ret | ARG     | JPN    |       | 0    | HN       |
| 1964 | 250 cm³   | Moto Morini | USA -   | ESP -   | FRA -   | IOM -   | NED -   | BEL -   | GER 4   | DDR -   | ULS -   | FIN -   | NAT 4   | JPN -  |       | 6    | 12.      |
| 1965 | 350 cm³   | MV Agusta   |         | GER 1   | IOM 3   | NED 3   |         | DDR -   | CZE -   | ULS -   | FIN 1   | NAT 1   | JPN 5   |        |       | 32   | 2.       |
| 1965 | 500 cm³   | MV Agusta   | USA -   | GER 2   | IOM Ret | NED 6   | BEL 2   | DDR 2   | CZE 2   | ULS -   | FIN 1   | NAT 2   |         |        |       | 32   | 2.       |
| 1966 | 350 cm³   | MV Agusta   | GER -   | FRA 2   | NED 2   | BEL 1   |         | CZE 2   | FIN -   | ULS 2   | IOM 1   | NAT 1   | JPN -   |        |       | 42   | 2.       |
| 1966 | 500 cm³   | MV Agusta   | GER 2   |         | NED 2   | BEL 1   | DDR Ret | CZE 2   | FIN 1   | ULS 2   | IOM 2   | NAT 1   |         |        |       | 36   | 1.       |
| 1967 | 350 cm³   | MV Agusta   | GER 2   | IOM 2   | NED 2   |         | DDR 2   | CZE -   |         | ULS 1   | NAT -   |         | JPN -   |        |       | 32   | 2.       |
| 1967 | 500 cm³   | MV Agusta   | GER 1   | IOM Ret | NED 2   | BEL 1   | DDR 1   | CZE 2   | FIN 1   | ULS 20  | NAT 1   | CAN 2   |         |        |       | 46   | 1.       |
| 1968 | 350 cm³   | MV Agusta   | GER 1   |         | IOM 1   | NED 1   |         | DDR 1   | CZE 1   |         | ULS 1   | NAT 1   |         |        |       | 32   | 1.       |
| 1968 | 500 cm³   | MV Agusta   | GER 1   | ESP 1   | IOM 1   | NED 1   | BEL 1   | DDR 1   | CZE 1   | FIN 1   | ULS 1   | NAT 1   |         |        |       | 48   | 1.       |
| 1969 | 350 cm³   | MV Agusta   | ESP 1   | GER 1   |         | IOM 1   | NED 1   |         | DDR 1   | CZE 1   | FIN 1   | ULS 1   | NAT -   | YUG -  |       | 90   | 1.       |
| 1969 | 500 cm³   | MV Agusta   | ESP 1   | GER 1   | FRA 1   | IOM 1   | NED 1   | BEL 1   | DDR 1   | CZE 1   | FIN 1   | ULS 1   | NAT -   | YUG -  |       | 105  | 1.       |
| 1970 | 350 cm³   | MV Agusta   | GER 1   |         | YUG 1   | IOM 1   | NED 1   |         | DDR 1   | CZE 1   | FIN 1   | ULS 1   | NAT 1   | ESP -  |       | 105  | 1.       |
| 1970 | 500 cm³   | MV Agusta   | GER 1   | FRA 1   | YUG 1   | IOM 1   | NED 1   | BEL 1   | DDR 1   |         | FIN 1   | ULS 1   | NAT 1   | ESP -  |       | 90   | 1.       |
| 1971 | 350 cm³   | MV Agusta   | AUT 1   | GER 1   | IOM -   | NED 1   | BEL 1   | DDR 1   | CZE -   | SWE 1   | FIN 1   | ULS -   | NAT -   | ESP -  |       | 90   | 1.       |
| 1971 | 500 cm³   | MV Agusta   | AUT 1   | GER 1   | IOM 1   | NED 1   | BEL 1   | DDR 1   |         | SWE 1   | FIN 1   | ULS -   | NAT -   | ESP -  |       | 90   | 1.       |
| 1972 | 350 cm³   | MV Agusta   | GER 2   | FRA 4   | AUT 1   | NAT 1   | IOM 1   | YUG -   | NED 1   |         | DDR -   | CZE -   | SWE 1   | FIN 1  | ESP - | 102  | 1.       |
| 1972 | 500 cm³   | MV Agusta   | GER 1   | FRA 1   | AUT 1   | NAT 1   | IOM 1   | YUG -   | NED 1   | BEL 1   | DDR 1   | CZE 1   | SWE 1   | FIN 1  | ESP - | 105  | 1.       |
| 1973 | 350 cm³   | MV Agusta   | FRA 1   | AUT -   | GER -   | NAT 1   | IOM -   | YUG -   | NED 1   |         | CZE 2   | SWE 2   | FIN 1   | ESP -  |       | 84   | 1.       |
| 1973 | 500 cm³   | MV Agusta   | FRA Ret | AUT Ret | GER Ret |         | IOM -   | YUG -   | NED Ret | BEL 1   | CZE 1   | SWE 2   | FIN 1   | ESP -  |       | 57   | 3.       |
| 1974 | 350 cm³   | Yamaha      | FRA 1   | GER -   | AUT 1   | NAT 1   | IOM -   | NED 1   |         | SWE -   | FIN -   |         | YUG 1   | ESP -  |       | 75   | 1.       |
| 1974 | 500 cm³   | Yamaha      | FRA Ret | GER -   | AUT 1   | NAT Ret | IOM -   | NED 1   | BEL 2   | SWE Ret | FIN -   | CZE 6   |         |        |       | 47   | 4.       |
| 1975 | 350 cm³   | Yamaha      | FRA 2   | ESP 1   | AUT -   | GER Ret | NAT 2   | IOM -   | NED 4   |         |         | FIN 2   | CZE -   | YUG -  |       | 59   | 2.       |
| 1975 | 500 cm³   | Yamaha      | FRA 1   |         | AUT Ret | GER 1   | NAT 1   | IOM -   | NED 2   | BEL Ret | SWE Ret | FIN 1   | CZE 2   |        |       | 84   | 1.       |
| 1976 | 350 cm³   | MV Agusta   | FRA -   | AUT -   | NAT -   | YUG -   | IOM -   | NED 1   |         |         | FIN -   | CZE -   | GER -   | ESP -  |       | 15   | 15.      |
| 1976 | 500 cm³   | Suzuki      | FRA 5   | AUT 6   | NAT Ret |         | IOM -   | NED Ret | BEL Ret | SWE -   | FIN Ret | CZE Ret |         |        |       | 26   | 7.       |
| 1976 | 500 cm³   | MV Agusta   |         |         |         |         |         |         |         |         |         |         | GER 1   |        |       | 26   | 7.       |
| 1977 | 350 cm³   | Yamaha      | VEN     |         | GER 2   | NAT 8   | ESP -   | FRA -   | YUG -   | NED -   |         | SWE -   | FIN -   | CZE 10 | GBR - | 16   | 16.      |
| 1977 | 500 cm³   | Yamaha      | VEN -   | AUT -   | GER Ret | NAT 5   |         | FRA 2   |         | NED Ret | BEL 8   | SWE 9   | FIN Ret | CZE 2  | GBR 9 | 37   | 6.       |

## Fordítás
- Ez a szócikk részben vagy egészben  a   Giacomo Agostini című olasz Wikipédia-szócikk fordításán alapul.  Az eredeti cikk szerkesztőit annak laptörténete sorolja fel. Ez a jelzés csupán a megfogalmazás eredetét és a szerzői jogokat jelzi, nem szolgál a cikkben szereplő információk forrásmegjelöléseként.

## Bibliográfia
- Roberto Patrignani, Giacomo Agostini, La guida sportiva della moto, De Vecchi Editore, Milánó, 1967
- Ezio Pirazzini, La vera storia di Giacomo Agostini, campione dei campioni, Liton, Milánó, 1971
- Giovanni Offredi, Carlo Valentini, Giacomo Agostini - La sfida: denaro, donne, pericolo, Calderini, Bologna, 1974
- Maurizio Mazzoni, Mitiche moto, temerari piloti, Edizioni Ferdinando Brancato, Firenze, 1991
- Jacques Busillet, Giacomo Agostini et les MV3. Chronique d'un mythe, Siréne, Genf, 1998
- Mick Walker, Giacomo Agostini: Champion of Champions, 2004, Breedon Books, Oxford
- Giacomo Agostini, Luca Delli Carri, Quindici volte. Fucina Editore, Milánó, 2004. ISBN 88-88269-07-X